# Roger Fry

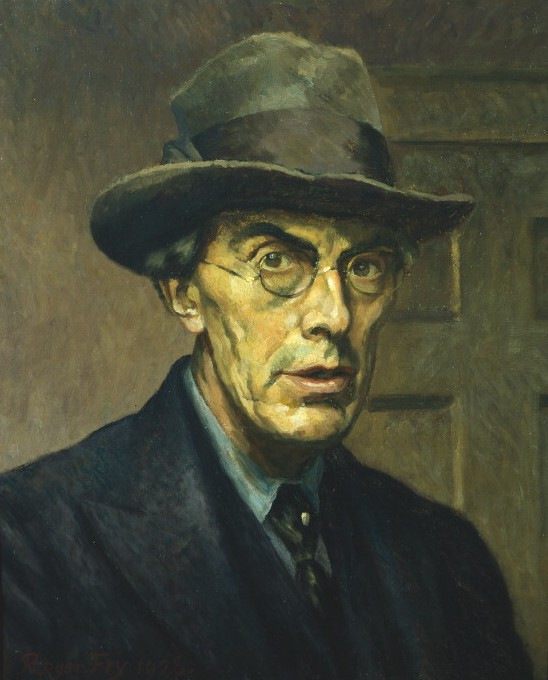
Roger Fry (zelfportret, 1928)

Roger Eliot Fry (Londen, 14 december 1866 – aldaar, 9 september 1934) was een Engels kunstschilder en kunstcriticus. Hij maakte deel uit van de Bloomsburygroep.
Fry ontwikkelde zich als kunstkenner van de oude schilderkunst (voor 1800). Later werd hij een pleitbezorger van de (toentertijd) moderne Franse kunst. Om deze kunst te karakteriseren muntte hij de term Postimpressionisme. Hij was de eerste die aandacht vroeg en kreeg voor de moderne kunst in het Verenigd Koninkrijk. Hij legde de nadruk op de formele eigenschappen van het kunstwerk en hechtte minder waarde aan de associaties die de afbeelding of voorstelling opriep bij de beschouwer. De kunsthistoricus Kenneth Clark noemde hem "veruit de meest invloedrijke kunstcriticus sinds John Ruskin".

## Leven

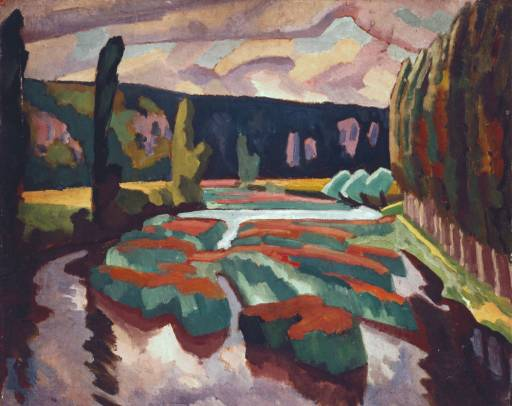
Rivier met populieren, circa 1912, Tate Gallery

Fry was de zoon van de rechter Edward Fry. Hij groeide op in een welgesteld Quaker-gezin. Hij kreeg zijn opleiding aan het Clifton College en ging daarna aan het King's College in Cambridge studeren. Hij was er lid van het geheim genootschap van intellectuelen, de zogenaamde Cambridge Apostles. Van dit genootschap waren meerdere leden en sympathisanten van de latere Bloomsburygroep lid, zoals de econoom John Maynard Keynes, de essayist Lytton Strachey, de dichter Rupert Brooke en de filosoof George Edward Moore. Na zijn kandidaats natuurwetenschappen (bachelor) te hebben behaald met het hoogste aantal punten, ging hij naar Parijs en vervolgens naar Italië om kunstschilderen en kunstgeschiedenis te studeren. Hij specialiseerde zich in landschapschilderkunst.
In 1896 trouwde Fry met de kunstenares Helen Coombe. Samen kregen ze twee kinderen. Zijn vrouw werd spoedig daarna ernstig geestesziek. Ze moest voor de rest van haar leven worden opgenomen in een psychiatrische verpleeginrichting. Fry kreeg bij de zorg voor hun kinderen hulp van zijn zus Joan Mary Fry.
In 1911 kreeg Fry een relatie met Vanessa Bell die een moeizaam herstel doormaakte na de geboorte van haar zoon Quentin Bell. Ze bleven levenslang bevriend, ondanks het feit dat Fry het pijnlijk vond dat Vanessa in 1913 een relatie aanging met Duncan Grant en met hem ging samenleven.
Na korte relaties met de kunstenaressen Nina Hamnett en Josette Coatmellec vond Fry een nieuwe levensgezellin in Helen Maitland Anrep (die eerder ongelukkig getrouwd was met de Russische mozaïst - mozaïek-kunstenaar - Boris Anrep).
Fry stierf onverwacht als gevolg van een val in zijn huis. Vanessa Bell heeft de lijkkist gedecoreerd waarin hij werd begraven in de Kings College Chapel in Cambridge. Virginia Woolf, de zus van Bell en een goede vriendin van Fry, heeft een biografie over Fry geschreven die gepubliceerd werd in 1940.

## Loopbaan

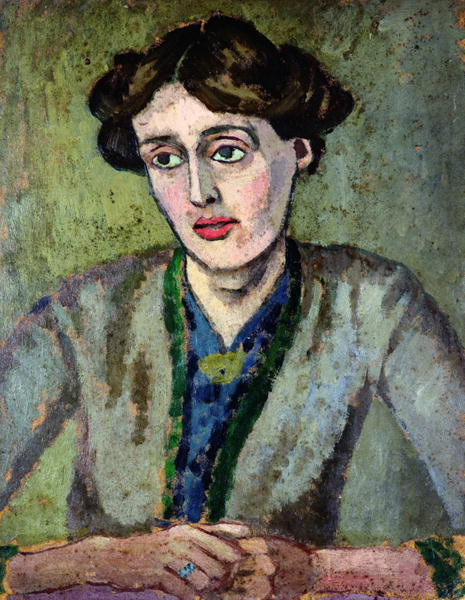
Virginia Woolf (ca. 1917) door Roger Fry

Kort na 1900 werd Fry docent kunstgeschiedenis aan de Slade School of Fine Art van het University College London. Deze is gevestigd in de Londense wijk Bloomsbury, waaraan ook de naam van de Bloomsburygroep ontleend is en waar een groot aantal van de groepsleden woonden.
In 1906 werd Fry benoemd tot conservator van de schilderijencollectie van het Metropolitan Museum of Art in New York. Dit was ook het jaar waarin hij de kunst van Paul Cézanne ontdekte, een ontdekking die maakte dat zijn belangstelling verschoof van oude Italiaanse meesters naar Franse postimpressionisten.
In november 1910 organiseerde Fry de tentoonstelling Manet and the Post-Impressionists in de Grafton Galleries in Londen. Dit was de eerste tentoonstelling in Engeland waar het werk van Paul Gauguin, Édouard Manet, Henri Matisse en Vincent van Gogh was te zien. Als aanduiding van het overweldigende effect dat deze tentoonstelling had, schreef Virginia Woolf naderhand: "In of omstreeks december 1910 veranderde het karakter van de mens". Er volgde nog een tweede Second Post-Impressionist Exhibition in 1912 die werd mogelijk gemaakt met hulp van Lady Ottoline Morrell, met wie Fry een vluchtige amoureuze verhouding heeft gehad. Leonard Woolf, even daarvoor getrouwd met Virginia, en zonder werk, was secretaris van Fry bij het organiseren van deze tweede expositie.
In 1913 stichtte hij de Omega Workshops, een ontwerpersstudio die was gevestigd aan het Fitzroy Square in Londen. Vanessa Bell en Duncan Grant behoorden tot de deelnemers.
In 1933 werd Fry tot zijn vreugde benoemd tot Slade Professor of Fine Art aan Cambridge University.

## Publicaties
- Vision and Design (1920)
- Heresies of an Artist (1921)
- Transformations (1926)
- Cézanne. A Study of His Development (1927)
- Henri Matisse (1930)
- French Art (1932)
- Reflections on British Painting (1934)